# AD모터스 코비 2
AD모터스 코비 2는 AD모터스에서 판매했던 자동차였다.